# Dick Bavetta
Richard T. "Dick" Bavetta (Brooklyn, 1939. december 10. –) hivatásos kosárlabda-játékvezető, aki az Észak-amerikai Profi Kosárlabda Ligában (NBA) dolgozott. 1975-ben kezdődött pályafutása óta soha nem hagyott ki egyetlen rá beosztott mérkőzést sem. A 2011/12-es NBA-idény kezdetéig 2498 mérkőzést vezetett az alapszakaszban, és 257-et a rájátszásban, beleértve 25 döntő mérkőzést is. Ő tartja a legtöbb NBA-ben vezetett mérkőzések rekordját (2635), 2013. április 12-én vezette élete 2600. meccsét. Játékvezetői mezszáma a 27-es. 39 éves játékvezetői karriert követően, 2014-ben 74 évesen vonult vissza.
2015-ben beiktatták a Naismith Memorial Basketball Hall of Fame. 